# Antonio Brady
Sir Antonio Brady (Londra, 10 novembre 1811 – Londra, 12 dicembre 1881) è stato un naturalista, geologo, paleontologo e funzionario britannico della marina inglese.

## Biografia
Nato nel quartiere londinese di Deptford il 10 novembre 1811, Brady iniziò a raccogliere fossili di mammiferi pleistocenici trovati nel sito paleontologico a Ilford  a nord di Londra verso il 1844. Dedicava molto tempo e denaro per cercare e scavare ossa fossili. La signora Mrs Mary Curtis, la moglie del proprietario della cava di Ilford Brick Pit inviò a Brady una lettera quando i cavatori scoprirono le ossa di ciò che in seguito si rileverà un mammuth.  I fossile trovato nel 1864 è un bel esemplare di un cranio di mammut completo con entrambe le zanne. Brady in seguito dona questo fossile di Mammuth al British Museum. Non risparmiava energie, spesso usciva per cercare fossili e scavava dove venivano segnalati i resti di ossa fossili. Usava il gesso di Parigi per ricostruire il modello interno cioè il calco dei fossili. Usava attrezzi semplici come tavole di legno, spazzole e scalpelli di ferro. Brady alla fine vendette i suoi fossili per £ 525 al British Museum nel 1874. Un catalogo dei suoi fossili  fu  compilato da William Davies (1814-1891), fu pubblicato e distribuito privatamente ai soli naturalisti nel 1874. Questo catalogo elenca 888 resti fossili tra cui ci sono i resti di leone (2 voci); volpe (1); orso bruno (8); mammut (271); elefante (13); rinoceronte - tre tipi (86); cavallo (34); cervo gigante (7); cervo rosso (50); cervo (13); bisonte estinto (32); uri (305); resti di ruminanti vari (60); ippopotamo (1) e indeterminato (5). Brady fu eletto membro della Società Geologica nel 1862. Fu eletto membro dell'Associazione dei geologi nel 1872. Brady ha pubblicato poco sulla geologia. Le sue pubblicazioni e la magnifica collezione di ossa di fossili mammiferi provenienti dalla terreni argillosi e sabbiosi del Pleistocene presso Ilford nell'Essex, vecchi di circa 210.000 anni fa, si trovano nel Museo di Storia Naturale di Londra.
Antonio Brady si spense a Stratford, nel borgo londinese di Newham, il 12 dicembre 1881.